# Liste bedeutender Uhrmacher (chronologisch)
In der chronologischen Liste bedeutender Uhrmacher werden Personen aufgeführt, die in technisch herausragender Weise die Entwicklung der Uhr beeinflusst haben oder durch ihr Schaffen als Uhrmacher eine bedeutende Stellung einnehmen. Die Sortierung erfolgt chronologisch nach Lebensdaten.
Die Liste enthält folgende Informationen:
1. Den Namen
2. In Klammern die Lebensdaten
3. Die Nationalität und den Beruf
4. Haupttätigkeitsfeld oder eine Besonderheit (kursiv)

Bilder von Uhrmachern, die bisher noch keinen Artikel haben, können hier geparkt werden.

## Bis 1400
- Amemhet (1555–1505 v. Chr.), ägyptischer Fürst und Ingenieur, Wasseruhr.
- Ktesibios (3. Jh. v. Chr.), griechischer Ingenieur, Wasseruhr mit Zeiger und Zifferblatt.
- Andronikos aus Kyrrhos (1. Jh. v. Chr.), griechischer Ingenieur, Wasser- und Sonnenuhren.
- Zhang Heng (78–139), chinesischer Mathematiker und Erfinder, Wasseruhr mit Zusatztank.
- Yin Gui (6. Jh. n. Chr.), chinesischer Ingenieur, Wasseruhr mit konstantem Flüssigkeitsspiegel.
- Geng Xun (7. Jh. n. Chr.), chinesischer Ingenieur, Gleichgewichts-Wasseruhr.
- Yuwen Kai (7. Jh. n. Chr.), chinesischer Ingenieur, Gleichgewichts-Wasseruhr.
- Yi Xing (683–727), chinesischer buddhistischer Mönch und Ingenieur, Astronomische Uhr.
- Zhang Sixun (10. Jh. n. Chr.), chinesischer Ingenieur, Wasseruhr mit Wasserrad.
- Su Song (11. Jh. n. Chr.), chinesischer Ingenieur, Wasseruhr mit Wasserrad und Sperrklinke.
- Al-Dschazarī, arabischer Ingenieur und Autor des 12. Jahrhunderts, Elefantenuhr des al-Dschazarī.
- Richard von Wallingford (1292–1336), englischer Mathematiker, Astronom und Abt, Wallingford, Astronomische Uhr in der Abtei von St Albans.
- Jacopo de Dondi (1293–1359), italienischer Astronom und Uhrmacher, Padua. Astronomische Uhr im Palazzo del Capitanio.
- Giovanni de Dondi (1318–1389), italienischer Gelehrter und Hochschullehrer, Mailand. Astrarium.
- Nicolaus Lillienveld (1350/1365–1418/1435), deutscher Uhrmacher und Ingenieur, Rostock. Astronomische Uhr in der Nikolaikirche in Stralsund.
- Mikuláš z Kadaně (1350–1420), tschechischer Uhrmacher und Mechanikus, Prag. Prager Rathausuhr.
- Lazar der Serbe (Mitte des 14. Jahrhunderts – nach 1404), serbisch-orthodoxer Mönch, Schreiber und Uhrmacher, der 1404 die erste mechanische öffentliche Uhr in Russland erfand und baute.

## 1401–1500
- Paulus Almanus (um 1475), deutscher Augustinerpater und Uhrmacher, Augsburg. Erste Darstellung der Spindelhemmung.
- Jakob Zech (?–1540), böhmischer Uhrmacher, Prag. Tischuhren.
- Julien Coudrey (auch Couldray) (?–1530), französischer Uhrmacher, Paris. Hofuhrmacher von Ludwig XI. und Franz I., Degenknaufuhren.
- Peter Henlein (um 1479 – 1542), deutscher Schlossermeister, Nürnberg. Tragbare Uhren.
- Nicolaus Kratzer (1487 – nach 1550), deutscher Mathematiker und Astronom, München. Hofastronom Heinrichs VIII., Sonnenuhren.
- Laurentius Liechti (um 1489 – 1545), Schweizer Uhrmacher, Winterthur, Begründer der Uhrmacherdynastie Liechti.
- Hans Luterer (um 1489 – 1548), deutscher und Schweizer Uhrmacher, Freiburg im Breisgau. Turmuhren.
- Kaspar Brunner (?–1561), Schweizer Mechanikus, Bern. Zytglogge.
- Jan Táborský z Klokotské Hory (1500–1572), tschechischer Astronom und Mechanikus, Prag. Prager Rathausuhr.

## 1501–1600

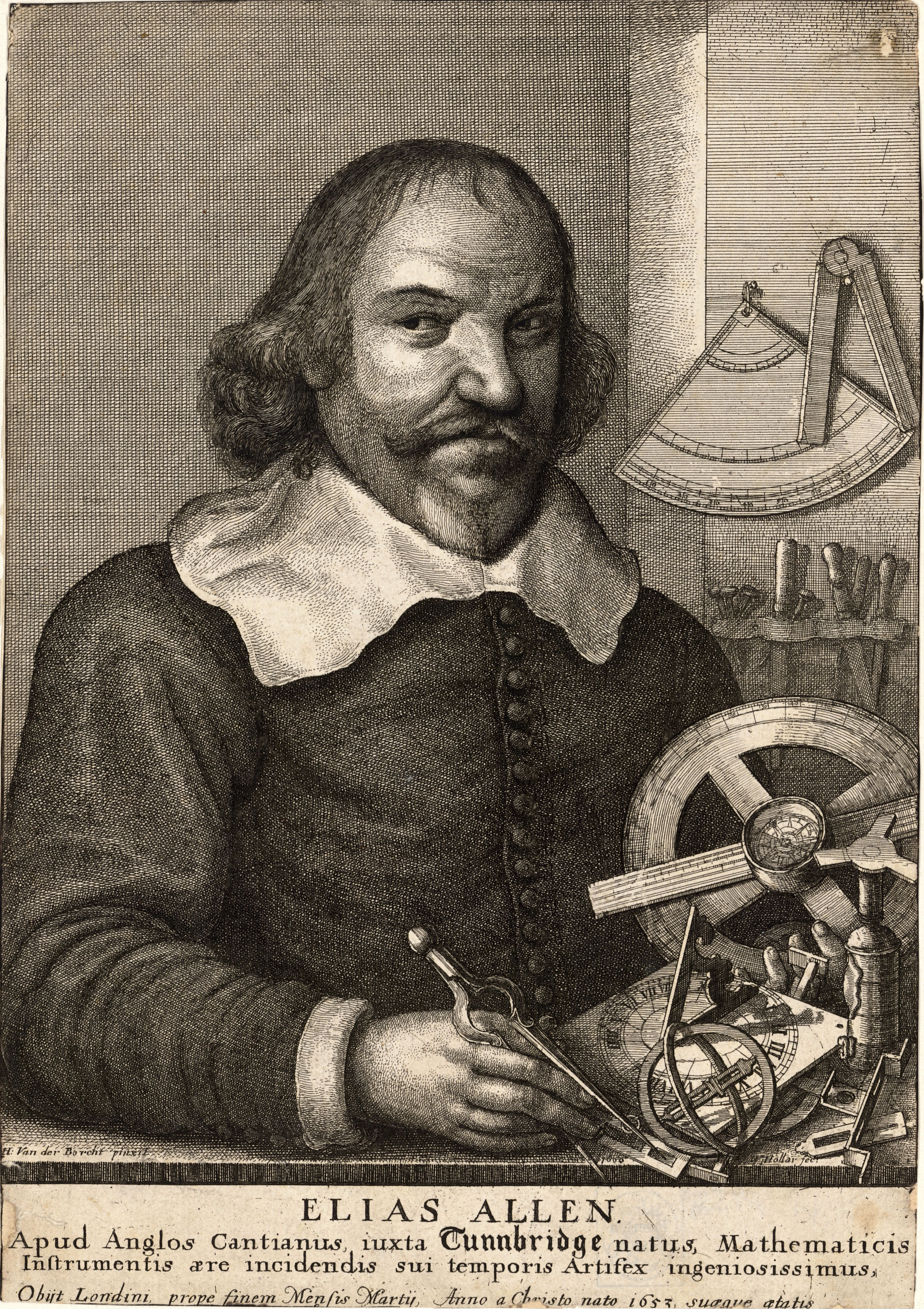
Elias Allen (1588–1653)

- Juanelo Turriano (nach 1500 – 1585), spanischer Hofuhrmacher, Toledo. Astronomische Uhr, Restaurierte das Astrarium des Giovanni Dondi.
- Ulrich Schniepp (?–1588), deutscher Uhrmacher, München. Sonnenuhren, Hofuhrmacher.
- Taqi al-Din (1526–1585), osmanischer Uhrmacher, Istanbul verschiedene astronomische Uhren und Instrumente, Wecker, Taschenuhr.
- Bartholomew Newsam (?–1593), englischer Uhrmacher, London. Hofuhrmacher von Elisabeth I.
- Ebert Baldewein (1525–1593), deutscher Hofbaumeister und Astronom, Kassel. Wilhelmsuhr, Planetenlaufuhr.
- Erhard Liechti (um 1530 – 1591), Schweizer Uhrmacher, Winterthur.
- Jeremias Metzker (1530 – um 1592), deutscher Uhrmacher, Augsburg. Astronomische Tischuhren.
- Hans Gruber (1530–1597), deutscher Uhrmacher, Nürnberg. Tischuhren, Standuhren mit Komplikationen.
- Christoph Schißler (1530–1608), deutscher Uhrmacher, Augsburg. Sonnenuhren, Astrolabium.
- Nicolas Urseau (1531–1568), französischstämmiger Uhrmacher, London. Hofuhrmacher von Eduard VI. bis Elisabeth I.
- Nicolas Urseau (?–1590), englischer Uhrmacher, London. Hofuhrmacher von Elisabeth I.
- Erasmus Habermehl (um 1538 – 1606), Uhrmacher, Prag. Astronomische und geodätische Instrumente.
- Isaac Habrecht (1544–1620), Schweizer Uhrmacher, Schaffhausen. Astronomische Uhr des Straßburger Münster.
- Georg Roll (1546–1592), deutscher Uhrmacher, Augsburg. Globusuhren.
- Christoph Trechsler (1546–1624), deutscher Instrumentenmacher, Dresden. Sonnenuhren.
- Hans Schlothaim (1546–1625), deutscher Uhrmacher, Augsburg. Automatenuhren.
- Moritz Behaim (um 1550), österreichischer Uhrmacher, Wien. Hofuhrmacher.
- Johann Reinhold (1550–1596), deutscher Uhrmacher, Augsburg. Astrolabium, Tischuhren.
- Jost Bürgi (1552–1632), deutscher Uhrmacher und Instrumentenbauer, Kassel. Hofastronom.
- Josias Habrecht (1552–1575), Schweizer Uhrmacher, Schaffhausen. Astronomische Uhr des Straßburger Münster.
- Hans Leo Haßler (1564–1612), deutscher Komponist und Uhrmacher, Nürnberg. Musikautomaten.
- Andreas Utzmüller (um 1580), deutscher Uhrmacher, Bamberg. Holzräderuhren mit Figurenautomat.
- Leonhardt Miller (vor 1580 – um 1652), deutscher Uhrmacher, Nürnberg. Sonnenuhren.
- Randolph Bull (1582–1617), englischer Uhrmacher, London. Hofuhrmacher.
- Daniel Scheyrer (1582–1662), österreichischer Uhrmacher, Wien.
- Elias Allen (1588–1653), (C. C.), englischer Uhrmacher, London. Sonnenuhren.
- Anthoine Arlaud (um 1590–?), französischer Uhrmacher, Genf. Kreuzuhren und astronomische Taschenuhren.
- Jean Vallier (?–1649), französischer Uhrmacher, Lyon. Formuhren, Halsuhren.
- David Ramsey (um 1590–1654), englischer Uhrmacher, London. Hofuhrmacher, Taschenuhren.
- Christoph Margraf (um 1595), deutscher Uhrmacher, Augsburg. Hofuhrmacher in Wien, Kugellaufuhr.
- Jacques Sermand (1595–1651), Schweizer Uhrmacher, Genf. Formuhren, Kruzifixuhren.
- Johannes Sayler (1597–1668), deutscher Uhrmacher, Ulm. Kugellaufuhr, Türmchenuhren, Tischuhren.
- Nicolas Lemaindre (1598–1652), französischer Uhrmacher, Blois. Hofuhrmacher.
- Jost Bodeker von Wartbergh, deutscher Domvikar, Osnabrück. Kunstuhr mit Zentrifugalpendel (1578 bis 1587).

## 1601–1700

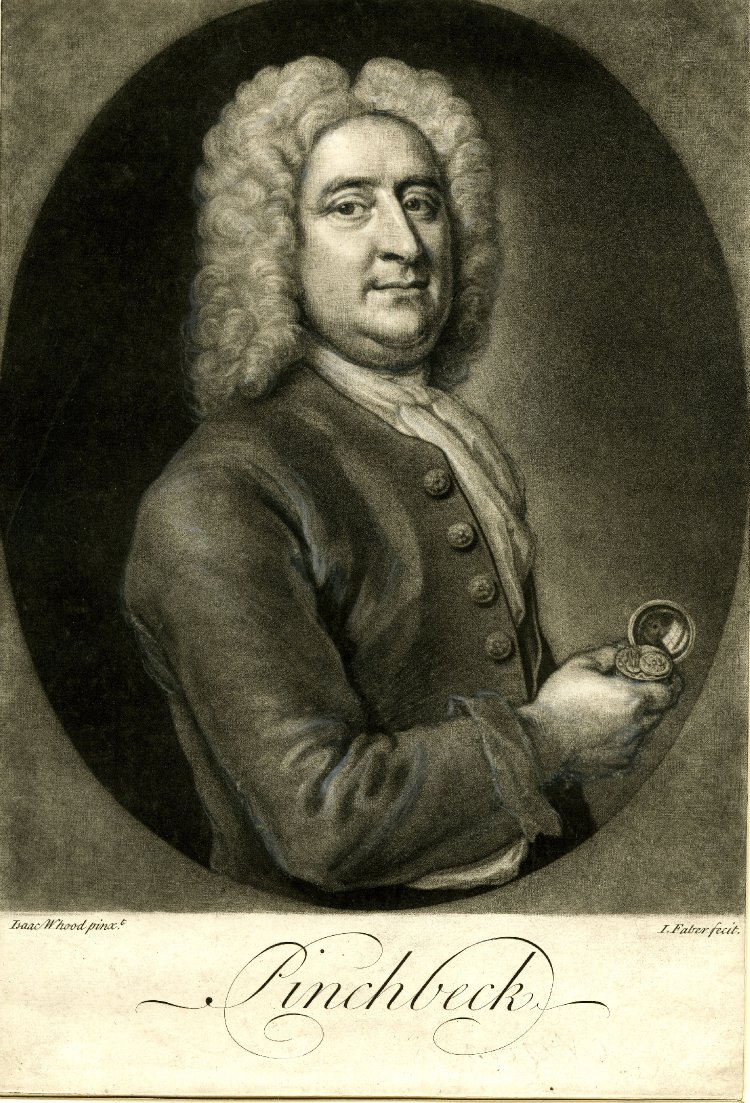
Christopher Pinchbeck (1670–1732)

- Heinrich Gebhardt (1602–1661), deutscher Uhrmacher, Straßburg. Astronomische Uhr.
- Wolfgang Hager (Uhrmacher) (1602–1674), deutscher Uhrmacher, Arnstadt.
- Jean Rousseau (1606–1684), Schweizer Uhrmacher, Genf. Komplizierte Taschenuhren.
- Ahasuerus Fromanteel (1607–1693), niederländischer Uhrmacher, London und Amsterdam. Pendeluhren.
- Egbert Jans van Leeuwarden (1608–1674), niederländischer Uhrmacher, Utrecht.
- Edward East (bl. 1610–1693), (C. C.), englischer Uhrmacher, London. Gründungsmitglied der Worshipful Company of Clockmakers, Hofuhrmacher.
- David Ramsay (bl. 1613–1651), (erster Master der C. C.), schottischstämmiger Uhrmacher, London. Hofuhrmacher von Jakob I. und Karl I.
- Salomon Coster (1622–1659), niederländischer Uhrmacher, Den Haag. Erste Pendeluhr nach Bauart von Christiaan Huygens.
- Albrecht Erb (1628–1714), österreichischer Uhrmacher, Wien. Hofuhrmacher, astronomische Kunstuhren.
- Isaac Thuret (?–1706), französischer Uhrmacher, Paris. Hofuhrmacher.
- Nathaniel Barrow (?–1699), (C. C.), englischer Uhrmacher, London. Master der Worshipful Company of Clockmakers.
- David Bouquet (1632–?), französischer Uhrmacher. Taschenuhren
- Edward Barlow (1636–1716), englischer Uhrmacher. Rechenschlagwerk mit Repetition.
- William Clement (1638–1704), englischer Uhrmacher, London. Clement-Hemmung.
- Thomas Tompion (1639–1713), (C. C.), englischer Uhrmacher, London. Master der Worshipful Company of Clockmakers.
- Joseph Knibb (1640–1711), englischer Uhrmacher, London. Großuhren.
- Johann Martin (1642–1721), deutscher Uhrmacher, Augsburg. Taschen-, Sonnen- und Tischuhren.
- Jean de Hautefeuille (1647–1724), französischer Physiker und Erfinder, Orléans. Unruh.
- Simon Lachez (1648–1723), niederländischer Uhrmacher, Utrecht. Zunftmeister.
- Daniel Quare (1648–1724), (C. C.), englischer Uhrmacher, London. Master der Worshipful Company of Clockmakers, Rechenschlagwerk mit Repetition.
- Joseph Norris (1650 – nach 1700), englischer Uhrmacher, London. Bodenstanduhren, Stutzuhren.
- Johann Willebrand (1658–1726), deutscher Uhrmacher, Augsburg. Räderuhren, Sonnenuhren.
- Franz Ludwig Stadlin (1658–1740), Schweizer Jesuit und Kaiserlicher Hofuhrmacher am Hof in China.
- Matthias Ernst (1663–1714), deutscher Uhrmacher, Ulm. Stadtuhrmacher in Ulm, Bodenstanduhren.
- Nicolas Fatio de Duillier (1664–1753), Schweizer Mathematiker, Duillier, Rubin-Lochsteine.
- Bernardo Facini (1665–1731), italienischer Astronom, Mathematiker und Instrumentenhersteller in Venedig. Farnesianische Uhr
- Jacques Thuret (1669–1738), französischer Uhrmacher, Paris. Hofuhrmacher Ludwigs XIV.
- Christopher Pinchbeck (1670–1732), englischer Uhrmacher, London.
- Simon Dilger (1671–1750), deutscher Uhrmacher, Schollach. Waaguhren, Lehrmeister.
- George Graham (1673–1751), englischer Uhrmacher, London.
- Franz Ketterer (1676–1749), deutscher Uhrmacher, Schönwald im Schwarzwald. Kuckucksuhren.
- Benjamin Gray (1676–1764), englischer Uhrmacher. London. Hofuhrmacher von Georg II.
- Franz Xaver Bovius (1677–1725), deutscher Priester und Hersteller von Sonnenuhren, Eichstätt.
- Jean Dutertre (1684–1734), französischer Uhrmacher, Paris. Duplexhemmung.
- Johannes Klein (1684–1762), tschechischer Mathematiker, Astronom und Mechaniker, Prag. Astronomische Uhren und Instrumente im Klementinum
- Julien Le Roy (1686–1759), französischer Hofuhrmacher Ludwigs XV., Paris. Taschenuhren, Einführung der Ölsenken.
- Martin Schipani (1693–1759), deutscher Uhrmacher, Würzburg.
- John Harrison (1693–1776), englischer Tischler und autodidaktischer Uhrmacher, London. Chronometer
- Johann Jacob Möllinger (1695–1763), deutscher Uhrmacher, Neustadt an der Weinstraße. Kurpfälzischer privilegierter Uhrmacher.
- Johann Delucca (1697–1753), österreichischer Uhrmacher, Wien. Standuhren, Kutschenuhren.
- Henry Bridges (1697–1754), englischer Architekt und Uhrmacher, Waltham Abbey. Monumentaluhr Microcosm
- Étienne LeNoir (1699–1778), Uhrmacher in Paris, Meister seit 1717

## 1701–1800

### 1701–1750
- John Jefferys (1701–1754), (C. C.), englischer Uhrmacher, London. Taschenuhren
- Johan Zeller (1701–1778), Schweizer Uhrmacher, Basel. Pendulen, Nachtuhren.
- Anders Polhammar (1705–1767), schwedischer Uhrmacher, Stjärnsund.
- John Ellicott d. J. (1706–1772), englischer Uhrmacher und Erfinder, London. Hofuhrmacher, Kompensationspendel
- Jacques de Vaucanson (1709–1782), französischer Uhrmacher, Paris. Automatenuhren.
- Pierre-Joseph de Rivaz (1711–1772), Schweizer Uhrmacher, Paris. Einjahresuhr.
- Justin Vulliamy (1712–1797), englischer Uhrmacher, London. Präzisionspendeluhren.
- Leopold Hoys (1713–1797), deutscher Uhrmacher, Bamberg.
- John Whitehurst (1713–1788), englischer Uhrmacher und Instrumentenbauer, Derby.
- Jean Romilly (1714–1796), Schweizer Uhrmacher, Paris. Taschenuhren.
- Jean François Poncet (1714–1804), Schweizer Uhrmacher französischer Abstammung, Hofuhrmacher in Dresden und Direktor des Grünen Gewölbe.
- Jean-Baptiste Dutertre (1715–1742), französischer Uhrmacher, Duplexhemmung.
- Joseph Möllinger (1715–1772), deutscher Uhrmacher, Frankenthal. Mechaniker, Klavierbauer und Münzmeister, Hofuhrmacher in Zweibrücken.
- Thomas Mudge (1715–1794), englischer Uhrmacher, London. Erfinder der freien Ankerhemmung.
- Pierre Le Roy (1717–1785), französischer Uhrmacher, Paris. Seechronometer.
- Joseph Gallmeyr (1717–1790), deutscher Uhrmacher, München. Hofuhrmacher und Hofmechanikus.
- Johann Albert Roetig (1718–1787), deutscher Uhrmacher, Hachenburg
- Larcum Kendall (1719–1790), britischer Uhrmacher, London. Marinechronometer.
- Jean André Lepaute (1720–1789), französischer königlicher Uhrmacher, Paris.
- Jean Antoine Lépine (1720–1814), französischer Uhrmacher, Paris. Lépine-Kaliber. Taschenuhren.
- Friedrich Möllinger (1720 oder 1726 – 1767), deutscher Uhrmacher, Mannheim. Hoffuhrmacher.
- Pierre Jaquet-Droz (1721–1790), Schweizer Uhrmacher, La Chaux-de-Fonds.
- James Cox (1723?–1800), englischer Uhrmacher, London. Automaten, Exportuhren.
- Daniel Beat Ludwig Funk (1726–1787), Schweizer Uhrmacher, Bern. Pendulen
- David Ruetschmann (Frater David a Sancto Cajetano) (1726–1796), Uhrmacher und Mechaniker, Wien, Astronomische Uhren.
- Jean Baptiste Lepaute (1727–1802), französischer königlicher Uhrmacher, Paris.
- Willem Snellen (1727–1791), niederländischer Uhrmacher, Dordrecht. Astronomische Uhren, Marinechronometer.
- Ferdinand Berthoud (1727–1807), Schweizer Uhrmacher und Fachautor, Paris. Marinechronometer.
- Pater Aurelianus a San Daniele (1728–1782), deutscher Augustinerpater, Thüringen. Astronomische Standuhr.
- Sebastian Baumann (1729–1805), deutscher Uhrmacher, Friedberg, Kutschenuhren.
- Louis Berthoud (1729–1807), Schweizer Chronometermacher, Paris.
- Abraham-Louis Perrelet (1729–1826), Schweizer Uhrmacher, Le Locle. Taschenuhren.
- Pierre-Augustin Caron de Beaumarchais (1732–1799), französischer Unternehmer und Schriftsteller, Paris. Doppelkommahemmung.
- Alexander Cumming (1733–1814), (C. C.), englischer Uhrmacher, Mathematiker und Mechaniker, London.
- Iwan Petrowitsch Kulibin (1735–1818), russischer Uhrmacher und Erfinder, Nischni Nowgorod. Uhr mit Automat für Katharina die Große.
- Franz Jacob Braun (1735–1813), deutscher Uhrmacher, Eberbach. Schlosser und Uhrmacher.
- John Arnold (1736–1799), (C. C.), englischer Uhrmacher, London. Schiffschronometer.
- Jacob Kock (1737–1805), schwedischer Hofuhrmacher Gustav III., Stockholm. Carteluhren.
- Philipp Gottfried Schaudt (1739–1809), deutscher Schulmeister und Mechanikus, Onstmettingen. Astronomische Uhren.
- Philipp Matthäus Hahn (1739–1790), deutscher Pfarrer, Konstrukteur und Erfinder.
- Johannes Möllinger (1739–1815), deutscher Uhrmacher, Fischbach (bei Kaiserslautern). Hofuhrmacher.
- Robert Robin (1742–1799), französischer Uhrmacher, Paris. Hofuhrmacher, Taschenuhren, Pendulen.
- Hilaire Bassereau (?–1806), französischer Uhrmacher, Paris. Hofuhrmacher.
- John Grant (?–1810), englischer Uhrmacher, London. Chronometer.
- Jean-Moïse Pouzait (1743–1793), Schweizer Uhrmacher und Erfinder, Genf. Schweizer Ankerhemmung
- Jacques-Frédéric Houriet (1743–1830), Schweizer Uhrmacher, Le Locle. Taschenuhren, Tourbillon.
- Jürgen Jürgensen (1745–1811), dänischer Hofuhrmacher und Erfinder. Taschenuhren, Bodenstanduhren.
- Peter Kinzing (1745–1816), deutscher Uhrmacher und Mechaniker.
- Daniel Möllinger (1746–1794), deutscher Uhrmacher, Heidelberg. Stadtuhrmacher.
- Thomas Reid (1746–1831), englischer Uhrmacher, Edinburgh. Beobachtungsuhren.
- Jean-Frédéric Leschot (1747–1824), Schweizer Uhrmacher, Genf, Androiden
- Benjamin Vulliamy (1747–1811), englischer Hofuhrmacher Georg III., London. Präzisionspendeluhren, Taschenuhren, Taschenchronometer.
- Abraham Louis Breguet (1747–1823), Schweizer Uhrmacher und Mechaniker. Tourbillon, Breguet-Spirale.
- George Margetts (1748–1808), englischer Chronometermacher, London. Taschen- und Marinechronometer.
- James McCabe (1748–1811), englischer Uhrmacher, London. Taschenuhren.
- Thaddäus Rinderle (1748–1824), deutscher Uhrmacher und Mathematiker. Freiburg Uhrmacherwerkzeug.
- Hubert Sarton (1748–1828), belgischer Uhrmacher, Lüttich. Pendulen, Automatische Taschenuhren.
- Frédéric Japy (1749–1813), französischer Uhrmacher und Fabrikant, Beaucourt. Rohwerke.
- Johann Gottfried Sechting (1749–1814), deutscher Uhrmacher. Schüler von Hahn, Astronomische Uhren.
- Thomas Earnshaw (1749–1829), englischer Uhr- und Chronometermacher, London. Marinechronometer.
- Antoine Tavan (1749–1836), Schweizer Uhrmacher, Genf. Präzisionstaschenuhren.
- Johann Anton Roetig (1750–1800), deutscher Uhrmacher, Hachenburg.
- Paul Philipp Barraud (1750–1820), (C. C.), englischer Uhrmacher, London. Chronometer.
- Georg Matthias Burger (1750–1825), deutscher Mystiker, Nürnberg. Sonnenuhren, mechanische Erd- und Himmelsgloben.

### 1751–1800

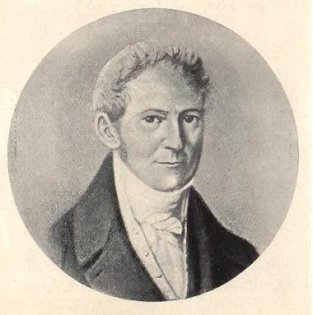
Frédéric-Louis Favre-Bulle (1770–1849)

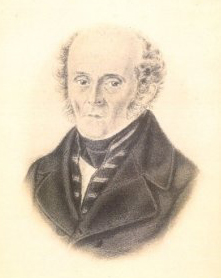
David Henri Grandjean (1774–1845)

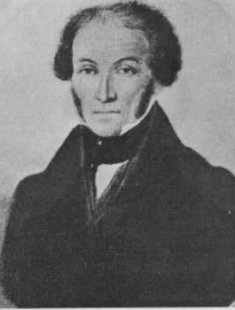
Louis Benjamin Audemars (1782–1833)

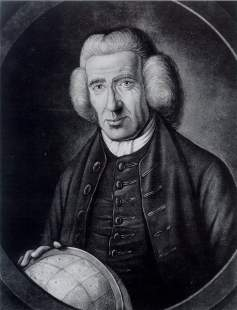
James Ferguson Cole (1798–1880)

Édouard Bovet (1797–1849)

- Antide Janvier (1751–1835), französischer Uhrmacher, Paris. Planetarien, Astronomische Uhren.
- Johann Peter Stahlschmidt (1751–1833), deutscher Uhrmacher, Freudenberg. Standuhren
- Alexius Johann (1753–1826), deutscher Konstrukteur astronomischer Uhren.
- Simon Willard (1753–1848), US-amerikanischer Uhrmacher, Boston. Großuhren, Banjo-Clock.
- Pierre Louis Berthoud (1754–1813), französischer Uhrmacher, Paris. Chronometer, Taschenuhren.
- Elias Möllinger (1754–1799), deutscher Uhrmacher, Neustadt.
- Christian Möllinger (1754–1826), deutscher Uhrmacher und Fachautor, Berlin. Oberhofuhrmacher, Pendeluhren.
- Theobald Schmitt (1756–1835), deutscher Uhrmacher und Büchsenmacher, Lindenfels-Odenwald
- Louis Courvoisier (1758–1832), Schweizer Uhrmacher, La Chaux-de-Fonds. Taschenuhren und Pendulen.
- Johann Christoph Schuster (1759–1823), deutscher Uhrmacher. Erfinder von Rechenmaschinen.
- Levi Hutchins (1761–1855), US-amerikanischer Uhrmacher, Concord (New Hampshire). Erfinder des Weckers.
- Philipp Fertbaur (1763–1820), österreichischer Uhrmacher, Wien. Laterndluhr.
- Philipp Happacher (?–1843), österreichischer Uhrmacher, Wien. Präzisionspendeluhren.
- William Anthony (ca. 1764–1844), englischer Uhrmacher, London. Taschenuhren für chinesischen Markt.
- Baptist Johann (1765–1826), deutscher Konstrukteur astronomischer Uhren.
- Jacob Auch (1765–1842), süddeutscher Uhrmacher, Weimar. Ausbildung bei Philipp Matthäus Hahn, Hofuhrmacher.
- Justus Jacob Hespe (1765–1842), deutscher Uhrmacher, Mechaniker und Erfinder, Hannover. Dreirädrige „Fahrmaschine“.
- Louis Moinet (1768–1853), französischer Uhrmacher, Bildhauer und Maler, Paris. Stoppuhr, Pendulen
- John Roger Arnold (1769–1843), (C. C.), englischer Uhrmacher, London. Marine- und Taschenchronometer.
- Joseph Geist (um 1770–1824), österreichischer Uhrmacher, Graz. Erster österreichischer Uhrenfabrikant.
- Frédéric-Louis Favre-Bulle (1770–1849), Schweizer Chronometermacher, Le Locle. Marinechronometer, Tourbillon.
- Willam Congreve (1772–1828), englischer Jurist und Techniker, London. Kugellaufuhr.
- Jean Francois Bautte (1772–1837), Schweizer Uhrmacher, Genf. Äußerst dünne Taschenuhren.
- Eli Terry (1772–1852), amerikanischer Fabrikant und Uhrmacher, Connecticut. Einführung der Massenproduktion in die Uhrmacherei.
- David Henri Grandjean (1774–1845), Schweizer Uhrmacher, Le Locle. Hochkomplizierte Taschenuhren.
- John Bliss (1775–1857), US-amerikanischer Chronometermacher, New York. Marinechronometer.
- Jean-Baptiste Schwilgué (1776–1856), französischer Uhrmacher, Straßburg. Restaurator des Uhrwerkes der astronomische Uhr im Straßburger Münster.
- Urban Jürgensen (1776–1830), dänischer Hofuhrmacher in Kopenhagen. Beobachtungsuhren, Tourbillon.
- Philipp Schmitt (1777–1827), deutscher Uhrmacher Lindenfels.
- William Frodsham (1779–1850), englischer Uhr- und Chronometermacher, London. Chronometer.
- John Barwise (1780 oder 1790–1842), englischer Uhr- und Chronometermacher.
- Josef Kossek (1780–1858), tschechischer Uhrmacher, Prag. Präzisionspendeluhren.
- Benjamin Louis Vulliamy (1780–1854), (C. C.), englischer Uhrmacher. Turmuhren, Großuhren, Hofuhrmacher.
- Johann Kessels (1781–1849), deutsch-dänischer Chronometermacher, Altona. Marinechronometer und Beobachtungsuhren.
- Louis Benjamin Audemars (1782–1833), Schweizer Uhrmacher und Fabrikant, Le Brassus.
- Josef Božek (1782–1835), tschechischer Erfinder und Uhrmacher, Prag. Präzisionspendeluhren.
- Friedrich Wilhelm Roetig (1782–1861), deutscher Uhrmacher, Hachenburg.
- Johann Christian Friedrich Gutkaes sen. (1785–1845), Dresden. Kleinuhrmacher, königlicher Hofuhrmacher.
- Seth Thomas (1785–1859), amerikanischer Fabrikant und Uhrmacher, Connecticut. Seth Thomas Clocks.
- Jean-Francois Motel (1786–1857), französischer Chronometermacher, Paris. Marinechronometer.
- Fredrik Jürgensen (1787–1843), dänischer Uhrmacher, Kopenhagen
- Ephraim Downes (1787–1860), amerikanischer Uhrmacher, Connecticut. Holzräderuhren.
- Peter Friedrich Ingold (auch: Piere Ingold) (1787–1878), Schweizer Uhrmacher und Fabrikant, La Chaux-de-Fonds/Boston. Taschenuhren, Werkzeuge (Ingold-Fräse).
- François Constantin (1788–1854), Schweizer Unternehmer, Genf. Vacheron Constantin.
- Edward John Dent (1790–1853), englischer Uhrmacher, London. Taschenuhren, Marinechronometer.
- Jean Jacob (1793–1871), französischer Uhrmacher, Paris. Chronometer, Bodenstanduhren.
- Chauncey Jerome (1793–1868), US-amerikanischer Uhrmacher, Connecticut. New Haven Clock Co.
- Christian Friedrich Tiede (1794–1877), deutscher Uhrmacher, Berlin. Marinechronometer.
- Carl Suchy (1796–1866), böhmischer Uhrenfabrikant, Prag. Pendeluhren, k.u.k. Hoflieferant.
- Édouard Bovet (1797–1849), Schweizer Uhrmacher und Unternehmer. Uhrenmarke Bovet.
- James Ferguson Cole (1798–1880), englischer Uhrmacher, London. Taschenuhren, Beobachtungsuhren.
- Johann Mannhardt (1798–1878), deutscher Turmuhrenbauer, München. Mannhardt-Hemmung, Turmuhr Münchner Frauenkirche.
- Joseph Saxton (1799–1873), US-amerikanischer Uhrmacher, Erfinder und Instrumentenbauer, Philadelphia.
- Joseph Thaddäus Winnerl (1799–1886), österreichischer Uhrmacher, Paris. Marinechronometer.
- Franz Baumann (vor 1800–nach 1852), österreichischer Uhr- und Chronometermacher, Wien. Hofuhrmacher, Tourbillon.
- Franciscus Marci (tätig um 1790), italienisch-deutscher Uhrmachermeister in Cochem an der Mosel
- William Frederick Rippon (?–1827), (C. C.), englischer Uhrmacher, London. Vollendete die Great Clock of Westminster.
- Louis-Gabriel Brocot (1800–1860), französischer Großuhrmacher, Paris. Brocot-Hemmung.
- James Eiffe (1800–1880), englischer Chronometermacher, Kompensation des sekundären Temperaturfehlers.
- Louis Urban Jürgensen (1800–1867), königlich dänischer Chronometermacher in Kopenhagen
- Georges Auguste Leschot (1800–1884), Schweizer Uhrmacher und Erfinder, Genf. Vacheron Constantin.
- Jean-Célanis Lutz (1800–1863), Schweizer Uhrmacher, Härtung von Stahlspiralen.
- Edward Prior (1800–1868), englischer Uhrmacher, London. Taschenuhren für den türkischen Markt.

## 1801–1900

### 1801–1850

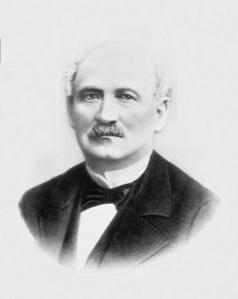
Pierre-Joseph Célestin Baume (1810–1880)

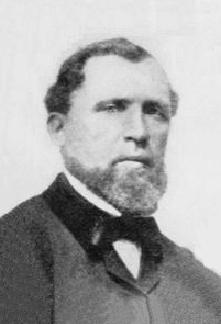
Louis-Victor Baume (1817–1887)

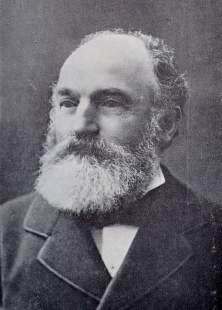
Onésime Dumas (1824–1889)

- George Airy (1801–1892), englischer Astronom und Direktor des Royal Greenwich Observatory.
- Jean Paul Garnier (1801–1869), französischer Uhrmacher, Paris. Elektrische Uhren.
- Carl August von Steinheil (1801–1870), deutscher Physiker und Astronom, München. Erste Uhr mit elektrischer Steuerung.
- Charles Klaftenberger (1802–1874), englischer Chronometermacher, London.
- Andreas Hohwü (1803–1885), niederländischer Chronometermacher, Amsterdam. Astronomische Bodenregulatoren.
- Charles Antoine LeCoultre (1803–1881), Schweizer Uhrmacher, Le Sentier. Jaeger-LeCoultre.
- Louis Clément François Breguet (1804–1883), französischer Uhrmacher, Paris. Uhrenanlage von Lyon, Stimmgabeluhr.
- Achille Hubert Benoit (1804–1895), französischer Uhrmacher, Versailles. Direktor der königlichen Uhrenfabrik, Leiter der Uhrmacherschule Cluses.
- Lorenz Bob (1805–1878), deutscher Uhrmacher, Furtwangen, Schwarzwald.
- Auguste-Lucien Vérité (1806–1887), französischer Uhrmacher, Beauvais. Astronomische Uhr.
- Friedrich Adolph Nobert (1806–1881), deutscher Mechaniker und Optiker, Barth.
- Johann Carl Rahsskopff (1806–1886), deutscher Uhrmacher und Mechaniker, Koblenz. Uhren mit heliokoider Verzahnung.
- Lorenz Furtwängler (1807–?), deutscher Uhrmacher und Fabrikant, Furtwangen. Stutzuhren, Wanduhren.
- Michael Welte (1807–1880), deutscher Flötenuhrenmacher, Freiburg im Breisgau. Unternehmen M. Welte & Söhne, Schwarzwald.
- Jules Frederik Jürgensen (1808–1877), dänischer Uhr- und Chronometermacher in Le Locle Schweiz. Beobachtungsuhren. Unternehmer, fertigte über 13.000 Uhren
- Charles Frodsham (1810–1871), englischer Uhr- und Chronometermacher, London. Chronometer, Tourbillon.
- Pierre-Joseph Célestin Baume (1810–1880), Schweizer Uhrenfabrikant, Bern. Baume & Mercier.
- Frédéric-William Dubois (1811–1869), Schweizer Chronometermacher, Le Locle. Astronomische Pendeluhr.
- Alexander Bain (1811–1877), schottischer Uhrmacher und Erfinder. Glasgow.
- Johann Harder (1811–1888), deutscher Landwirt und Bastler. Erfindung der Drehpendeluhr um 1875.
- Johann Weule (1811–1897), deutscher Uhrmacher, Harz. Turmuhren.
- Eduard Eppner (1812–1887), deutscher Uhrmacher, Halle/Lähn. Taschenuhren, Turmuhren.
- Aaron Lufkin Dennison (1812–1895), amerikanischer Uhrmacher, Maine, USA. Waltham Watch Company. Taschenuhren.
- Georg Friedrich Roskopf (1813–1889), deutscher Uhrmacher, La Chaux-de-Fonds. Roskopf-Hemmung.
- Matthäus Hipp (1813–1893), deutscher Uhrmacher, Bern. Elektrische Präzisionspendeluhren.
- Edward Howard (1813–1904), US-amerikanischer Uhrmacher und Fabrikant, Waltham Watch Company. Taschenuhren.
- Friedrich Emil Roetig (1814–1863), deutscher Uhrmacher, Hachenburg, Taleruhren
- Romuald Božek (1814–1899), tschechischer Erfinder und Uhrmacher, Prag.
- Ferdinand Adolph Lange (1815–1875), deutscher Uhrmacher und Unternehmer, Glashütte.
- Adrien Philippe (1815–1894), französischer Uhrmacher, Paris. Patek Philippe.
- Johann Baptist Beha (1815–1898), deutscher Uhrmacher, Eisenbach. Schwarzwälder Kuckucksuhren.
- Edward Daniel Johnson (1816–1889), (C. C.), englischer Uhrmacher, London. Chronometer, Fellow der Royal Society.
- Claudius Saunier (1816–1896), französischer Uhrmacher und Fachlehrer, Paris.
- Edmund Denison (1816–1905), englischer Rechtsanwalt und Architekt, Nottinghamshire. Konstruierte die Turmuhr des Big Ben.
- Sebastian Geist (1817–1908), deutscher Uhrmacher, Würzburg. Stellte als Erster eine Uhr mit elektrischem Pendelantrieb her.
- Auguste Grether (1817–1897), Schweizer Uhrmacher, Le Locle. Tourbillon.
- Friedrich Krille (1817–1863), deutscher Chronometermacher, Altona. Marinechronometer, Präzisionspendeluhren.
- Achille Brocot (1817–1878), französischer Uhrmacher, Paris. Verbesserung der Brocot-Hemmung.
- Auguste Grether (1817–1879), Schweizer Uhrmacher, Ponts-de-Martel. Chronometerrohwerke, Tourbillon.
- Louis-Victor Baume (1817–1887), Schweizer Uhrenfabrikant, Bern. Baume & Mercier.
- Edward Thomas Loseby (1817–1890), englischer Uhrmacher, London. Marinechronometer
- Antoine Redier (1817–1892), französischer Uhrmacher, Paris. Wecker, Großuhren, Wissenschaftliche Instrumente.
- Charles Edouard Jacot (1817–1897), Schweizer Uhrmacher, Le Locle, ab 1830 New York. Chinesische Duplexhemmung.
- John Poole (1818–1867), englischer Uhrmacher, London. Chronometer.
- Charles Fasoldt (1818–1898), US-amerikanischer Uhrmacher, Albany. Chronometer, Fasoldt-Hemmung, Feinreglage
- Christian Reithmann (1818–1909), deutscher Uhrmacher und Erfinder. Maschinen, freie Hemmung, Viertaktmotor.
- Johannes Bürk (1819–1872), deutscher Uhrmacher und Unternehmer, Villingen-Schwenningen. Gründer der Württembergischen Uhrenfabrik Bürk.
- Gustav Eduard Becker (1819–1885), deutscher Uhrmacher aus Schlesien. Begründer der Uhrenmarke Gustav Becker.
- Eduard Phillips (1821–1889), französischer Mathematiker, Paris. Feinstellung, Kompensationen.
- Johann Ignaz Fuchs (1821–1893), deutscher Mechaniker und Uhrmacher, Bernburg. Turmuhren.
- Thomas Mercer (1822–1900), englischer Uhrmacher, London. Chronometer.
- Erhard Junghans (1823–1870), deutscher Uhrmacher, Schramberg. Gründer der Marke Junghans.
- Ulysse Nardin (1823–1876), Schweizer Uhrmacher, Le Locle. Chronometer.
- Henri Robert Ekegrèn (1823–1896), dänischer Uhrmacher, Genf. Urban Jürgensen, Chronometer
- Onésime Dumas (1824–1889), französischer Chronometermacher, Saint-Nicolas d′Aliermont. Chronometerrohwerke.
- Victor Kullberg (1824–1890), schwedischer Chronometermacher, London. Chronometerrohwerke.
- Johann Andreas Ludwig Teubner (1825–1907), Hofuhrmacher, Dresden, Schöpfer der zweiten Fünf-Minuten-Uhr in der Semperoper.
- Karl Moritz Großmann (1826–1885), deutscher Uhrmacher, Glashütte. Marinechronometer, Präzisionspendeluhren.
- Hans Jess Martens (1826–1892), deutscher Uhrmacher und Fachautor, Leiter der Badischen Uhrmacherschule Furtwangen.
- Carl Theodor Wagner (1826–1907), deutscher Uhrmachermeister und Unternehmer, Wiesbaden.
- Julius Assmann (1827–1886), Uhrmacher und Uhrenfabrikant, Glashütte. Chronometer und Beobachtungsuhren.
- Bonaventura Eijsbouts (1827–1920), niederländischer Uhrmacher, Asten. Turmuhrenfabrik Royal Eijsbouts
- Julius Grossmann (1829–1907), deutscher Uhrmacher und Uhrentheoretiker. Leitung der Uhrmacherschule in Le Locle.
- Charles Shepherd jun. (1829–1905), englischer Uhrmacher, Ingenieur. Erbaute die Gate Clock für das Greenwich Observatory.
- Maurice Ditisheim (1831–1899), Schweizer Uhrmacher und Unternehmer, in La Chaux-de-Fonds. Vulcain.
- Gédéon Thommen (1831–1890), Schweizer Uhrmacher, in Waldenburg BL. Gründer der Thommens Uhrenfabrik.
- Alexis Favre (1832–1908), Schweizer Uhrmacher, Genf. bekannter Regleur.
- Albert Pellaton-Favre (1832–1914), Schweizer Uhrmacher. Tourbillon-Chronometer.
- Jules Urban Jürgensen (1837–1894), dänischer Uhr- und Chronometermacher in Le Locle Schweiz und Kopenhagen.
- Hilda Petrini (1838–1895), Erste schwedische Uhrmachermeisterin, Stockholm. Chronometer.
- Karl Julius Späth (1838–1919), deutscher Tüftler, Steinmauern. Astronomische Uhr.
- Wilhelm Ehrlich (1839–1894), deutscher Uhrmacher, Bremerhaven. Schiffsuhren und Marinechronometer.
- Edouard Heuer (1840–1892), Schweizer Uhrmacher, Biel. Uhrenmanufaktur Heuer.
- Charles-Auguste Paillard (1840–1895), Schweizer Uhrmacher. Palladiumlegierung für Unruhspiralen.
- Heinrich Zilliken (1841–1900), deutscher Uhrmacher, Münstermaifelder Turmuhrenfabrik Turmuhrenbau.
- Florentine Ariosto Jones (1841–1916), amerikanischer Uhrmacher und Unternehmer, Schaffhausen. Gründer der International Watch Company.
- Jaques Alfred Jürgensen (1842–1912), dänischer Uhrmacher in Le Locle Schweiz.
- Eduard Kummer (1845–?), Schweizer Uhrmacher und Gründer der Ed. Kummer AG.
- Johannes Dürrstein (1845–1901), deutscher Uhrmacher, Glashütte. Gründer der Glashütter Uhrenfabrik „Union“ (1893–1926).
- Richard Lange (1845–1932), deutscher Uhrmacher und Unternehmer, Glashütte. A. Lange & Söhne.
- Sigmund Riefler (1847–1912), deutscher Uhrmacher, München, Riefler Präzisionspendeluhren.
- Webster Clay Ball (1847–1922), US-amerikanischer Juwelier und Uhrmacher, Cleveland. Eisenbahnchronometer, Hamilton Watch Company.
- Henri Lioret (1848–1938), französischer Uhrmacher und Erfinder, Paris. Automaten, erster brauchbarer Musik-Tonträger.

### 1851–1900

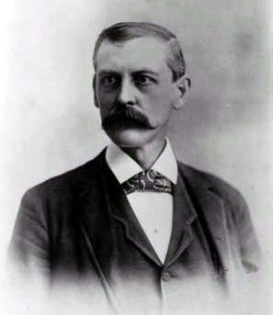
Harlow E. Bundy

- Carl Ranch (um 1900), dänischer Chronometermacher
- Albert Favarger (1851–1931), amerikanischer Uhrmacher, Neuchâtel. Elektrische Nebenuhr
- Richard Bürk (1851–1934), deutscher Unternehmer, Villingen-Schwenningen. Württembergische Uhrenfabrik Bürk.
- Arthur Junghans (1852–1920), deutscher Uhrmacher, Schramberg. Entwickelte Junghans zur Weltfima.
- Curt Dietzschold (1852–1922), deutscher Ingenieur, Uhrmacher und Fachlehrer. Direktor der Uhrmacherschule Karlstein a. d. Th. (Österreich).
- Gustav Speckhart (1852–1919), deutscher Hofuhrmacher, Erfinder und Uhrensammler, Nürnberg.
- Ludwig Strasser (1853–1917), deutscher Uhrmacher, Glashütte. Präzisionspendeluhren, Deutsche Uhrmacherschule, Strasser & Rohde.
- Wilhelm Schultz (1854–1921), deutscher Uhrmacher und Herausgeber, Stuttgart/Berlin. Deutscher Uhrmacher-Kalender.
- Paul David Nardin (1855–1920), Schweizer Uhrmacher und Regleur, Le Locle.
- Josef Nicolaus (1855–1923), österreichischer Chronometermacher, Wien. Beobachtungsuhren.
- Harlow E. Bundy (1856–1916), US-amerikanischer Uhrmacher, Auburn (New York). Massenproduktion, Bundy Manufacturing Company.
- Richard Gläser (1856–1928), deutscher Uhrmacher, Glashütte. Taschenuhren.
- Henning Hammarlund (1857–1922), schwedischer Uhrenfabrikant, Svängsta. Halda.
- Paul Berner (1858–1942), Schweizer Uhrmacher und Lehrer, langjähriger Direktor der Uhrmacherschule in La Chaux-de-Fonds.
- Bahne Bonniksen (1859–1935), dänischer Uhrmacher, London, Karussell.
- Hermann Goertz (1862–1944), deutscher Uhrmacher, Glashütte, Präzisionspendeluhren.
- Hugo Müller (1863–1943), deutscher Uhrmacher, Glashütte.
- Carl Friedrich Bucherer (?–1933), Schweizer Uhrmacher, Luzern. Gründer von Carl F. Bucherer.
- Jens Jensen (1865–1933), deutscher Uhrmacher, Glashütte. Beobachtungsuhren.
- Ludwig Trapp (1865–1949), deutscher Uhrmacher, Glashütte. Präzisionspendeluhren.
- Max Richter (1866–1922), deutscher Uhrmacher, Glashütte. Präzisionspendeluhren.
- Paul Ditisheim (1868–1945), Schweizer Uhrmacher, La Chaux-de-Fonds. Taschen- und Marinechronometer.
- Richard Griesbach (1868–1948), deutscher Uhrmacher, Glashütte. Kompensationsunruhen für Marinechronometer.
- Alfred Jaccard (?–1953), Schweizer Regleur und Chronometermacher, Besançon.
- Bruno Hillmann (1869–1928), deutscher Uhrmacher, Zürich. Wegbereiter der Armbanduhr.
- Georges Louis Ruedin (1870–1935), Schweizer Uhrenfabrikant, Berner Jura. Direktor der Société Horlogère Reconvilier.
- Jens Olsen (1872–1945), dänischer Uhrmacher, Ribe. astronomische Weltuhr in Kopenhagen.
- Jämes Pellaton (1873–1954), Schweizer Uhrmacher, Le Locle. Tourbillon.
- Louis Cartier (1875–1942), französischer Uhrmacher, Paris. Uhrenmarke Cartier.
- Rudolf Flume (um 1880), deutscher Uhrmacher, Berlin. Flume-Werksucher.
- Jules Haag (1882–1953), Mathematiker, Besançon. Isochronität.
- Georges Schaeren (1882–1958), Schweizer Uhrmacher, Biel. Mido SA.
- William Hamilton Shortt (1882–1971), englischer Uhrmacher. London. Shortt-Uhr.
- Léon Hatot (1883–1953), französischer Uhrmacher und Juwelier, Besançon. Gründungsmitglied Chronometrische Gesellschaft Frankreichs, Léon Hatot.
- Karl W. Höhnel (1885–1936), deutscher Uhrenfabrikant, Glashütte. Präzisionspendeluhren.
- Gustav Gerstenberger (1886–1983), deutscher Regleur und Chronometermacher, Glashütte. Marinechronometer, Beobachtungsuhren.
- Alfred Helwig (1886–1974), deutscher Uhrmacher, Glashütte. Tourbillon.
- Louis Zimmer (1888–1970), belgischer Uhrmacher. Lier. Astronomische Uhr in Lier, Zimmerturm.
- André Bornand (1892–1967), Schweizer Uhrmacher, Genf. Lehrer an der Uhrmacherschule Genf.
- Reinhard Straumann (1892–1967), Schweizer Ingenieur. Zeitwaage, Nivarox
- John Harwood (1893–1965), englischer Erfinder und Uhrmacher. Automatische Armbanduhr, Unternehmen Fortis.
- Rasmus Sørnes (1893–1967), norwegischer Funktechniker und Uhrmacher, Sola. Astronomische Uhr.
- Paul Behrens (1893–1984), deutscher Uhrmacher, Lübeck. Astronomische Uhr.
- Marius Lavet (1894–1980), französischer Uhrmacher, Paris. ATO-Uhren, Lavet-Schrittmotor.
- Georges Henri Ruedin (1895–1953), Schweizer Uhrmacher, Bassecourt. Georges Ruedin SA.
- Adolf Scheibe (1895–1958), deutscher Physiker, Berlin, Entwickler der Quarzuhr.
- Albert Pellaton (1898–1966), Schweizer Uhrmacher, Schaffhausen, Pellaton-Aufzug für Automatikuhren.

## Ab 1901
- Udo Adelsberger (1904–1992), deutscher Physiker, Königsberg (Preußen). Entwickler der Quarzuhr.
- Kamiel Festraets (1904–1974), flämischer Uhrmacher, Sint-Truiden. Astronomische Uhr Sint-Truiden.
- Horst Landrock (1904–1990), deutscher Uhrmacher und Sammler, Zittau. Sammlung Landrock.
- Hans Apel (1905–1958), deutscher Uhr- und Chronometermacher, Glashütte. Meisterschüler von Alfred Helwig.
- Fred Lip (1905–1996), französischer Uhren- und Maschinenfabrikant, Besançon. Lip.
- Walter Storz (1906–1974), deutscher Uhrmachermeister, Hornberg. Gründer der Uhrenfirma Stowa.
- Georg Abeler (1906–1981), deutscher Goldschmiedemeister, Uhrmacher, Wuppertal. Gründer des Wuppertaler Uhrenmuseums.
- Henry Fried (1907–1996), US-amerikanischer Uhrmacher, New York. Fachschriftsteller.
- Hans Jendritzki (1907–1996), deutscher Uhrmacher und Fachautor, Hamburg.
- August Spetzler (1911–2010), deutscher Uhrmacher, Nürnberg. Meisterschüler von Alfred Helwig, Tourbillon.
- Karl Geitz (1913–2008), deutscher Uhrmacher, Lehrer. Gründer der Hessischen Uhrmacherschule.
- Max Hetzel (1921–2004), Schweizer Physiker, Biel. Bulova Accutron.
- Hans Lang (1924–2013), deutscher Uhrmacher. astronomische Uhren.
- George Daniels (1926–2011), (C. C.), englischer Uhrmacher. Master der Worshipful Company of Clockmakers und Erfinder der Co-Axial-Hemmung.
- Richard Mühe (1929–2009), deutscher Uhrmacher, Furtwangen.  Präsident der Deutschen Gesellschaft für Chronometrie (1981 bis 1999).
- Richard Daners (1930–2018), deutscher Uhrmacher. Arbeiten für Gübelin.
- Martin Burgess (1931–2022), (FBHI), englischer Uhrmacher und Autor. Sculptural Clock, Gurney Clock.
- Wolfgang Hilberg (1932–2015), deutscher Ingenieur und emeritierter Professor für Elektrotechnik, Erfinder der Funkuhr
- Jürgen Abeler (1933–2010), deutscher Kunstsammler, Uhrmacher, Goldschmied und Gemmologe.
- Kurt Klaus (* 1934), Schweizer Uhrmacher. Konstrukteur bei IWC. Ewiger Kalender mit vierstelliger Jahresanzeige
- Roger Dubuis (* 1938), Schweizer Uhrmacher. Roger Dubuis SA.
- Derek Pratt (* 1938), englischer Uhrmacher. Zusammenarbeit mit Urban Jürgensen SA.
- Anthony G. Randall (* 1938), englischer Uhrmacher. Konstrukteur des Double-Axis-Tourbillons.
- Reinhard Meis (1940–2023), deutscher Uhrmacher und Fachautor.
- Svend Andersen (* 1942), (AHCI), dänischer Uhrmacher. Mitbegründer der AHCI.
- Gerd-Rüdiger Lang (1943–2023), Gründer der Firma Chronoswiss
- Vincent Calabrese (* 1944), (AHCI), italienischer Uhrmacher. Mitbegründer der AHCI, „Golden Bridge“ von Corum, Universal Genève.
- Daniel Roth (* 1945), Schweizer Uhrmacher, Daniel Roth SA (seit 2000 im Konzern Bulgari).
- Edmond Capt (* 1946), Schweizer Uhrmacher. Generaldirektor bei Frédéric Piguet und Nouvelle Lémania, Entwickler des Kalibers Valjoux 7750.
- Philippe Dufour (* 1948), (AHCI), Schweizer Uhrmacher.
- Paul Gerber (* 1950), (AHCI), Schweizer Uhrmacher, Zürich.
- Michel Parmigiani (* 1950), Schweizer Uhrmacher. Parmigiani.
- Jean-Pierre Musy (* 1951), Schweizer Uhrmacher. Leiter Forschung und Entwicklung bei Patek Philippe.
- Ludwig Oechslin (* 1952), italienischer Uhrenkonstrukteur, La Chaux-de-Fonds. Direktor des Internationalen Uhrenmuseums.
- Antoine Preziuso (* 1957), (AHCI), Schweizer Uhrmacher. Patek Philippe, Antiquorum, Tourbillon.
- Franck Muller (* 1958), Schweizer Uhrmacher, Genthod. Franck Muller SA.
- Christophe Claret (* 1962), Schweizer Uhrmacher. Christophe Claret SA.
- Beat Haldimann (* 1964),  (AHCI), Schweizer Uhrmacher. Doppelregulator, Tourbillon.
- Giulio Papi (* 1965), Schweizer Uhrmacher. ehem. Renaud & Papi SA, heute Audemars Piguet.
- Thomas Prescher (* 1966), (AHCI), deutscher Uhrmacher. Triple-Achs-Tourbillon.
- Andreas Strehler (* 1971),  (AHCI), Schweizer Uhrmacher. Pendule Sympathique, Mondphase, Komplikationen.
- Konstantin Jurjewitsch Tschaikin (* 1975), (AHCI), russischer Uhrmacher, Sankt Petersburg. Armband- und Tischuhren mit Komplikationen.